# Grabinek (jezioro)
Grabinek – jezioro w Polsce, położone w województwie lubuskim, w powiecie krośnieńskim, w gminie Bytnica, w pobliżu wsi Grabin, leżące na terenie Równiny Torzymskiej, w całości otoczone lasem.

## Dane morfometryczne
Powierzchnia zwierciadła wody według różnych źródeł wynosi od 6,1 ha przez 7,6 ha do 8 ha.